# 新治郡 (常陸国)
令制国一覧 > 東海道 > 常陸国 > 新治郡
新治郡は、古代律令制下の常陸国に存在した郡。大化の改新以前は新治国と呼ばれた国造の支配下で、律令制下で常陸国新治郡となる。常陸国の西部にあって下野国、下総国と境界を接しており、後に白壁郡（真壁郡）を分出。平安時代の書『和名類聚抄』に爾比波里（にひはり）とみえ、『古事記』の倭建命（やまとたけるのみこと）の歌に邇比婆利（にひばり）とある。
2006年（平成18年）まで存続していた近世の茨城県新治郡（にいはりぐん）とは呼称こそ同じであるが別。

## 郡内の郷とその領域
『和名類聚抄』によれば、新治郡内には坂戸郷、竹嶋郷、沼田郷、伊讃郷、博多郷、巡廻郷、月郷、大幡郷、新治郷、下真郷、巨神郷、井田郷の13郷が存在した。現在の茨城県笠間市、筑西市、桜川市が、その領域として比定される。

## 倭建命と新治
『古事記』には、東征を遂げた倭建命が、帰路の甲斐で詠んだ歌の中に新治が登場する。「新治　筑波を過ぎて幾夜か寝つる（新治、筑波を過ぎて、幾夜寝たことであろうかと）」と倭建命が問うと、これに対し件の一人が「日々並べて　夜には九夜　日には十日を（日数を重ねて、夜で九夜、昼で十日でございます）」と答えた。

## 新治郡衙
奈良時代の律令制下における新治郡の地方行政の中心的機関として、新治郡衙（筑西市古郡地内）が存在した。1941年（昭和16年）に始まった発掘調査によって、庁舎跡と倉庫跡計51棟を確認。また、817年（弘仁8年）に常陸国新治郡の不動倉13棟と穀9,990石を焼失したという『日本後紀』の記事に符合する建物跡と多量の炭化した米も確認されている。遺跡は1968年（昭和43年）に、新治郡衙跡として国指定の史跡となっている。

## 新治寺
新治郡衙と同じく奈良時代、新治郡に造られた寺院。現在の筑西市久地楽及び古郡地内に存在した。以前から４基の土壇跡(どだんあと)と多くの古瓦の出土が知られていたが、1939年（昭和14年）に始まった発掘調査で、金堂とその東西に配置された伽藍(がらん)をもつことが明らかとなった。出土した多くの古瓦の中には文字瓦も見られる。遺跡は1942年（昭和17年）に、新治廃寺跡（附上野原瓦窯跡）として国指定の史跡となっている。

## 郡の解体過程
新治郡をはじめとする7世紀末～8世紀初頭に成立した常陸国の郡は、律令制の動揺とともに在地の豪族など諸勢力による細分化、再編成が進んだ。新治郡からはまず、小栗御厨が伊勢神宮領として分出。残った領域が東郡、中郡、西郡の三郡に分かれ、このうち西郡が更に北条、南条に二分された。西郡北条が伊佐郡、南条が関郡である。
1594年（文禄3年）に常陸国内で太閤検地が行われた際に再び新治郡が成立したが、これは古代の茨城郡、筑波郡、信太郡の領域のそれぞれ一部からなるものであり、古代の新治郡とは全く領域を異にする。近世以降、近代を経て2006年（平成18年）に消滅した茨城県の新治郡は、これである。
一方、古代の新治郡から分立した郡・荘のうち、中郡は西那珂郡として独立。東郡（笠間郡）は茨城郡、関郡が河内郡、下妻荘の東部が筑波郡の一部となったほかは真壁郡の一部となった。
1702年（元禄15年）には、中郡から編成された西那珂郡は茨城郡へ、関郡から編成された（西）河内郡も真壁郡に編入されている。